# El Expolio (El Greco, versión de Múnich)
El expolio de Cristo —la versión de la Pinacoteca Antigua de Múnich— es una obra del Greco, realizada durante su primer período toledano. Es una variante sobre el prototipo de El Expolio (Toledo) en la sacristía de la Catedral de Toledo.

## Introducción
Según Wethey, han llegado hasta la actualidad diecinueve obras sobre el tema del Expolio con una mayor o menor intervención del propio Greco, de su taller, o de Jorge Manuel Theotocópuli, si bien algunas son ilocalizables o de difícil acceso.
Según este mismo autor, la versión de Múnich es de las pocas que se pueden atribuir al Greco, con poca intervención de sus ayudantes. Las otras obras que este autor admite como autógrafas del Greco son las tres: El Expolio (El Greco, versiones sobre tabla), si bien una de ellas es aceptada con renuencia.

## Análisis de la obra
- Pinacoteca Antigua de Múnich, n º. de inventario: 8573;[4]
- Datación: entre 1580 y 1585 según Wethey (entre 1580 y 1595 según la Pinacoteca);
- Pintura al óleo sobre lienzo; 165 x 99 cm según Wethey (165 x 98,8 cm según la Pinacoteca);.
- Una radiografía ha descubierto restos de una firma, actualmente invisible;
- Consta con el número 79 en el catálogo razonado de Wethey y con el 24-d en el de Tiziana Frati;[5]
- La mayor parte de la crítica coincide en afirmar la autenticidad de este lienzo. H.E. Wethey, reconoce la autoría del maestro, aunque con cierta intervención del taller.[6]

Aunque este lienzo es bastante grande, sus dimensiones son más pequeñas que las del prototipo de la Catedral de Toledo, lo que obligó a reducir el número y el tamaño de las cabezas de las personas, y de las picas y alabardas que rodean a Cristo. Sin embargo, se amplía el grupo de las Tres Marías, lo que parece mostrar que el Greco hizo poco caso de la controversia doctrinal causada por la presencia de este grupo en el original de la Catedral de Toledo.
En esta pintura aparece por primera vez —la segunda figura a la derecha, detrás del esbirro— la cabeza de un anciano vuelto hacia atrás, que luego aparecerá en versiones posteriores de este tema, como en El Expolio (Museo de Santa Cruz). Gudiol cree que esta figura se presenta subrepticiamente, y que su naturaleza realista no encaja del todo en la composición.

## Procedencia
- López Cepero y Cañaveral  en Sevilla;
- García de Leaniz, en Sevilla (1864);
- Rafael Abreu, en Sevilla;
- A. González Abreu (venta en Londres el 24 de mayo de 1907, n º. 26);
- Adquirido en 1909 en el comercio de arte de París.